# Estação Villa de Cortés
A Estação Villa de Cortés é uma das estações do Metrô da Cidade do México, situada na Cidade do México, entre a Estação Xola e a Estação Nativitas. Administrada pelo Sistema de Transporte Colectivo, faz parte da Linha 2.
Foi inaugurada em 1º de agosto de 1970. Localiza-se na Estrada de Tlalpan. Atende os bairros Villa de Cortés e Niños Héroes de Chapultepec, situados na demarcação territorial de Benito Juárez. A estação registrou um movimento de 6.772.031 passageiros em 2016.